# الكسيس ناب
الكسيس ناب (بالإنجليزية: Alexis Knapp)‏ مواليد 31 يوليو 1989 في بنسيلفانيا، الولايات المتحدة، هي ممثلة أمريكية بدأت مسيرتها الفنية عام 2009.

## وصلات خارجية
- الكسيس ناب على موقع IMDb (الإنجليزية)
- الكسيس ناب على موقع ألو سيني (الفرنسية)
- الكسيس ناب على موقع أول موفي (الإنجليزية)
- الكسيس ناب على موقع قاعدة بيانات الأفلام السويدية (السويدية)
- الكسيس ناب على موقع ديسكوغز (الإنجليزية)
- الكسيس ناب على موقع قاعدة بيانات الفيلم (الإنجليزية)
- الكسيس ناب على موقع كينوبويسك (الروسية)